# Colchidoniscus kutaissianus
Colchidoniscus kutaissianus là một loài chân đều trong họ Trichoniscidae. Loài này được Borutzkii miêu tả khoa học năm 1974.